# Емил Ланг (Роботек)
Емил Ланг (енгл. Emil Lang) је лик из научнофанстастичне аниме серије Макрос и њене обраде у виду Роботека.

## Макрос
Неименовани главни инжењер који се појавио само у две епизоде и који је постао доктор Ланг је био један од позадинских ликова у Макросу. Главни инжењер у Макросу је заслужан за модуларну трансформацију и заштитну тачкасту баријеру СДФ-1, али ниједна од ових иновација у Роботеку није приписана самом доктору Лангу, већ целом његовом тиму.

## Роботек адаптација
Доктор Ланг је био најбољи земаљски стручњак за Роботехнологију и био је укључен у развој земаљске Роботехнологије када је она први пут развијена из палог ванземаљског брода. Због његових напора, од палог брода је настао СДФ-1. Такође је помогао у развоју Веритек ловаца. Међу осталим његовим проналасцима је била заштитна баријера, лоптаста баријера, Циклони и Мрачни ловац.
На крају Првог Роботек рата, доктор Ланг је учињен вођом Експедиционих Роботек снага. Придружио се Рику Хантеру, Лиси Хејс и осталим херојима из Првог Роботек рата током путовања СДФ-3 до планете Тирол.
Као додатак научним истраживањим, Ланг је такође био оштроуман политичар и дипломата. Он је учествовао у тајним плановима праћења извесних високо рангираних чланова Експедиционих Роботек снага. У овоме му је помагала Џенис Ем. Споља, она је изгледала као обична млада девојка која је обдарена лепим певачким гласом, али заправо, она је била андроид који је направио Ланг.
У Макросу и Макрос Саги Роботека, изглед очију главног инжењера се разликовао од очију осталих ликова. За такав изглед очију главног инжењера није постојао посебан разлог и као такав је приписан стилу цртања главном дизајнеру ликова Харухику Микијамотоу. Ликови са слично нацртаним очима су се појавили и у другим анимеима у којима је радио.
Дизајн лика из Макроса је игнорисан у анимацији Роботек II: Чуварима двери, где је добио нормалне очи. Стрипови су вратили сјајне очи без објашњења, а романи Џека Макинија су објаснило ово као показатељ Лангове повезаности са протокултуром. Стрипови Чувара двери (који су користили његов дизајн из напуштене серије) су показали на једном месту како Лангове очи постају сјајно црне и повећавају се, покоравајући се неком ко има психичку моћ већу од нормалне.